# شهرک نصر (تبریز)

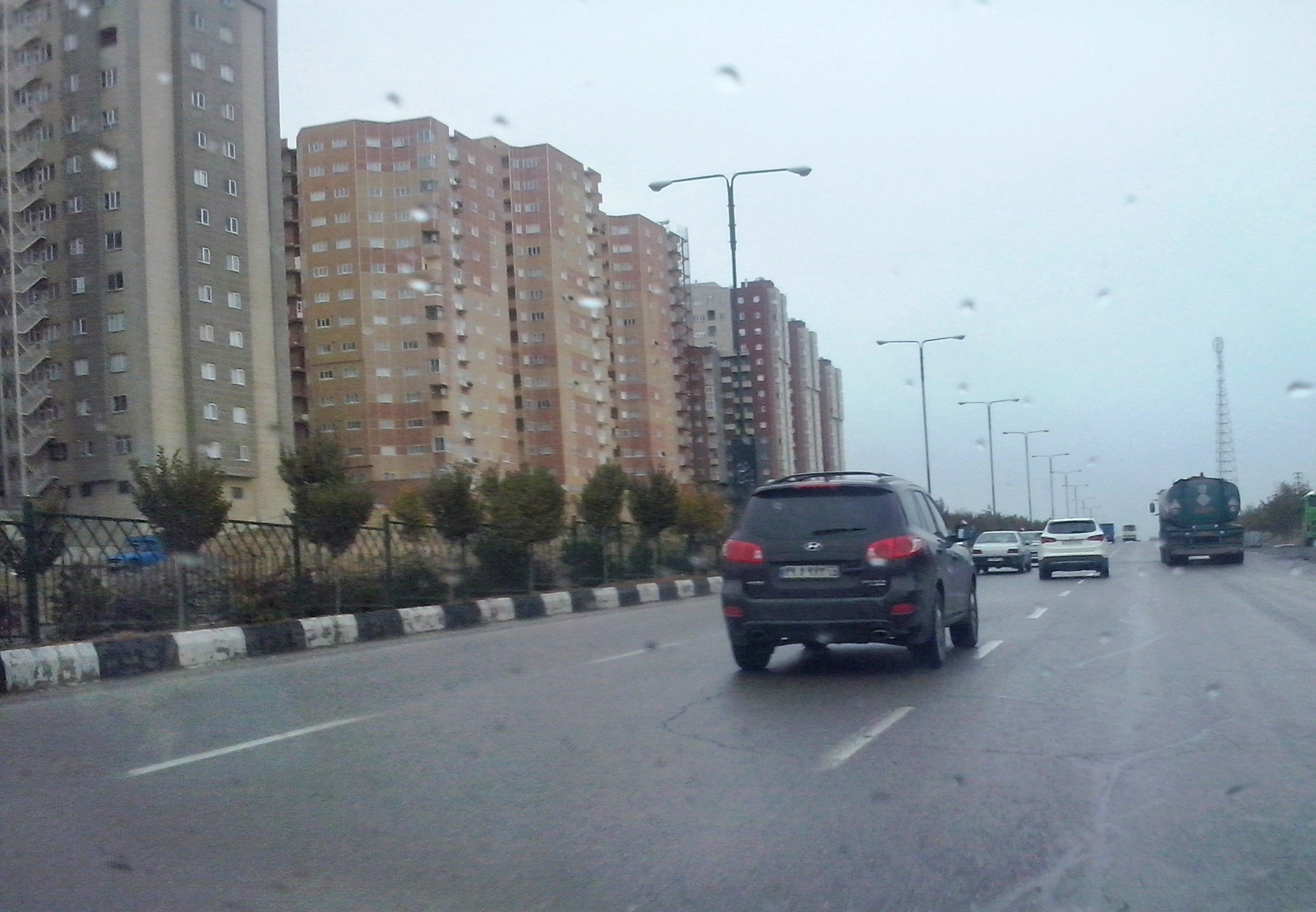
برج‌های واقع در کوی نصر، در حاشیه بزرگراه پاسداران تبریز.

کوی نصر یکی از شهرک‌های بالانشین و در حال توسعه شهر تبریز است که در حوزهٔ استحفاظی شهرداری منطقهٔ ۵ و در شرق این شهر واقع شده است. شهرک نصر تبریز، در مجاورت دانشگاه آزاد اسلامی واحد تبریز، شهرک مرزداران، شهرک باغمیشه و کوی ولیعصر  واقع شده است.
بزرگراه ولایت، که قرار است سه‌راهی اهر را به بزرگراه پاسداران متصل کند، از این شهرک عبور خواهد کرد.